# Tadzin (województwo kujawsko-pomorskie)
Tadzin – wieś w Polsce położona w województwie kujawsko-pomorskim, w powiecie włocławskim, w gminie Lubanie.
W latach 1975–1998 miejscowość położona była w województwie włocławskim. Według Narodowego Spisu Powszechnego (III 2011 r.) liczyła 172 mieszkańców. Jest jedenastą co do wielkości miejscowością gminy Lubanie. Przez wieś przebiega droga wojewódzka nr 301.